# Landkreis Merzig-Wadern
Landkreis Merzig-Wadern is een Landkreis in de Duitse deelstaat Saarland. De Landkreis telt 103.471 inwoners (31 december 2020) op een oppervlakte van 556,12 km². Kreisstadt is de stad Merzig.

## Steden
De volgende steden en gemeenten liggen in de Landkreis (inwoners op 31-12-2006):
| Steden 1. Merzig (30.885) 2. Wadern (16.933) | Gemeenten 1. Beckingen (15.819) 2. Losheim am See (16.731) 3. Mettlach (12.488) 4. Perl (6.760) 5. Weiskirchen (6.380) |

Beckingen ·
Losheim am See ·
Merzig ·
Mettlach ·
Perl ·
Wadern ·
Weiskirchen
Merzig-Wadern · Neunkirchen · Regionalverband Saarbrücken · Saarlouis · Saarpfalz-Kreis · St. Wendel